# Leuchttürme im Sankt Petersburger Gebiet
Die russische Seestadt Sankt Petersburg (russisch Санкт-Петербург Sankt-Peterburg) liegt an der Newabucht am Ostende des Finnischen Meerbusens der Ostsee. Die Stadt hieß von 1914 bis 1924 Petrograd (russisch Петроград) und von 1924 bis 1991 Leningrad (russisch Ленинград).
Die Stadt und Region wurde seit der Gründung durch Peter den Großen (1703) zu einem bedeutenden Marinestützpunkt, Handels- und Passagierhafen ausgebaut. Das machte die Anlage von Navigationseinrichtungen notwendig.
Fast alle Leuchttürme gehören der Russischen Marine, werden von ihr verwaltet und gewartet. Einige Anlagen unter ihnen haben zivile Eigner, insbesondere Museen. Seit dem Zerfall des Sowjetimperiums sind etliche Leuchttürme immer noch für zivile Besucher geschlossen, da sie sich oft in sensiblen Militärgebieten befinden.
In den Listen sind nur Leuchtfeuer aufgenommen, die auffällig, historisch oder architektonisch bedeutsam sind. Die Registrierung in internationalen Verzeichnissen ist auch ein Maßstab, die Objekte hier aufzuführen. Alle Detailangaben sind ausschließlich informativ und für den nautischen Einsatz nicht geeignet.

## Sankt Petersburg (Stadthäfen)
Die Stadthäfen liegen im Südwesten von Sankt Petersburg und haben Zugang zur Newabucht.
| Leuchtturm russisch маяк Majak | Leuchtturm russisch маяк Majak | Leuchtturm russisch маяк Majak | Koordinaten                      | Baujahr/e | Höhe in m | Höhe in m | Kennung∡°             | UKHO # NGA #        | |       |
| Leuchtturm russisch маяк Majak | Leuchtturm russisch маяк Majak | Leuchtturm russisch маяк Majak | Koordinaten                      | Baujahr/e | Bau       | Feuer     | Kennung∡°             | UKHO # NGA #        | |       |
| ------------------------------ | ------------------------------ | --- | -------------------------------- | --------- | --------- | --------- | --------------------- | ------------------- | --- | ----- |
| Leuchtturm Lesnoi              | 🢃                              | Bild gesucht Die Wikipedia wünscht sich an dieser Stelle ein Bild vom hier behandelten Ort. Weitere Infos zum Motiv findest du vielleicht auf der Diskussionsseite . Falls du dabei helfen möchtest, erklärt die Anleitung , wie das geht. BW | 59° 53′ N, 30° 11′ O             | ?         | 21        | 16        | Oc.R.3s               | C 4062 13062        | Siehe auch : Leuchttürme Lesnoi | [ 2 ] |
| Leuchtturm Lesnoi              | ⊙                              | Bild gesucht Die Wikipedia wünscht sich an dieser Stelle ein Bild vom hier behandelten Ort. Weitere Infos zum Motiv findest du vielleicht auf der Diskussionsseite . Falls du dabei helfen möchtest, erklärt die Anleitung , wie das geht. BW | 59° 52′ 59,3″ N, 30° 11′ 24,8″ O | ?         | 26        | 24        | Oc.G.5s               | C 4062.05 13062.1   | Siehe auch : Leuchttürme Lesnoi | [ 3 ] |
| Leuchtturm Lesnoi              | 🢁                              | | 59° 52′ 40,1″ N, 30° 12′ 59″ O   | ?         | 76        | 73        | Oc.R.4s               | C 4062.2 13062.2    | Siehe auch : Leuchttürme Lesnoi |       |
| Radarturm „Newaer Tor“         | Radarturm „Newaer Tor“         | | 59° 54′ 46,7″ N, 30° 14′ 17,1″ O | ?         | 12        | 60        | F.GWR                 | C 4074.2 13072      | Automatisierter Radarposten „Newaer Tor“. Auf dem Turm ist ein Laser-Leitsignal zur Navigation auf dem Seeschiffskanal installiert. |       |
| Leuchttürme Seekanal (Ost)     | 🢃                              | Bild gesucht Die Wikipedia wünscht sich an dieser Stelle ein Bild vom hier behandelten Ort. Weitere Infos zum Motiv findest du vielleicht auf der Diskussionsseite . Falls du dabei helfen möchtest, erklärt die Anleitung , wie das geht. BW | 59° 57′ 14″ N, 30° 7′ 32″ O      | ?         | 16        | 10        | Iso.G.6s280,7°-281,7° | C 4076.45 13077.5   | Siehe auch : Leuchttürme Seekanal (Ost) | [ 4 ] |
| Leuchttürme Seekanal (Ost)     | 🢁                              | Bild gesucht Die Wikipedia wünscht sich an dieser Stelle ein Bild vom hier behandelten Ort. Weitere Infos zum Motiv findest du vielleicht auf der Diskussionsseite . Falls du dabei helfen möchtest, erklärt die Anleitung , wie das geht. BW | 59° 57′ 17,6″ N, 30° 7′ 0,2″ O   | ?         | 21        | 15        | Iso.G.6s280,7°-281,7° | C 4076.451 13077.51 | Siehe auch : Leuchttürme Seekanal (Ost) | [ 5 ] |
| Leuchttürme Kreuzinsel         | 🢃                              | Bild gesucht Die Wikipedia wünscht sich an dieser Stelle ein Bild vom hier behandelten Ort. Weitere Infos zum Motiv findest du vielleicht auf der Diskussionsseite . Falls du dabei helfen möchtest, erklärt die Anleitung , wie das geht. BW | 59° 58′ 12″ N, 30° 13′ 10,2″ O   | ?         | 14        | 12        | F.R                   | C 4076.5 13077      | Siehe auch : Leuchttürme Kreuzinsel |       |
| Leuchttürme Kreuzinsel         | 🢁                              | Bild gesucht Die Wikipedia wünscht sich an dieser Stelle ein Bild vom hier behandelten Ort. Weitere Infos zum Motiv findest du vielleicht auf der Diskussionsseite . Falls du dabei helfen möchtest, erklärt die Anleitung , wie das geht. BW | 59° 58′ 17″ N, 30° 13′ 31,5″ O   | ?         | 18        | 17        | F.R                   | C 4076.51 13077.1   | Siehe auch : Leuchttürme Kreuzinsel |       |
| Rostrata-Säulen                | ⮟                              | | 59° 56′ 34,8″ N, 30° 18′ 24,8″ O | 1811      | 34        | 32        |                       | ERU-311             | Keine Navigationshilfe. Die zwei reich verzierten roten Säulen mit Galerien. Während des neunzehnten Jahrhunderts wurden an den Spitzen der Türme Ölfackeln installiert, und heute werden dort zu besonderen Anlässen dekorative Gaslichter angezündet. | [ 6 ] |
| Rostrata-Säulen                | ⮝                              | 59° 56′ 40,8″ N, 30° 18′ 18″ O |                                  | 1811      | 34        | 32        |                       | ERU-311             | Keine Navigationshilfe. Die zwei reich verzierten roten Säulen mit Galerien. Während des neunzehnten Jahrhunderts wurden an den Spitzen der Türme Ölfackeln installiert, und heute werden dort zu besonderen Anlässen dekorative Gaslichter angezündet. | [ 6 ] |
| Säulenleuchtturm Колонна-маяк  | Säulenleuchtturm Колонна-маяк  | | 59° 58′ 53,5″ N, 30° 12′ 2,8″ O  | 2003      |           | 22        |                       | Pseudoleuchtturm    | Im „300-Jahre-Jübiläumspark“ steht dieser 22 m hohe, runde Granitturm mit Aussichtsraum oben. Eine Erinnerung an die maritime Bedeutung der Stadt, aber ohne jegliche nautische Funktion.                                                               |       |

## Bezirk Kronstadt
Kronstadt (russisch Кроншта́дт) ist der historische Heimathafen der Russischen Ostseeflotte. Die Stadt und der Marinestützpunkt befinden sich auf der Insel Kotlin, 30 km westlich von St. Petersburg. Der Petersburger Damm, der dem Hochwasserschutz und als Landverkehrsweg dient, erfordert eine angepasste Kennzeichnung der Seeverkehrswege.
| Leuchtturm                                              | Leuchtturm                                              | Leuchtturm | Koordinaten                      | Baujahr/e       | Höhe in m       | Höhe in m       | Kennung∡°                 | UKHO # NGA #     | |                                                                               |
| Leuchtturm                                              | Leuchtturm                                              | Leuchtturm | Koordinaten                      | Baujahr/e       | Bau             | Feuer           | Kennung∡°                 | UKHO # NGA #     | |                                                                               |
| ------------------------------------------------------- | ------------------------------------------------------- | --- | -------------------------------- | --------------- | --------------- | --------------- | ------------------------- | ---------------- | --- | ----------------------------------------------------------------------------- |
| Leuchtturm Tolbuchin (Tолбухин маяк)                    | Leuchtturm Tolbuchin (Tолбухин маяк)                    | | 60° 2′ 32,9″ N, 29° 32′ 31,1″ O  | 1719 1810       | 95 ft (29 m)    | 98 ft (29,9 m)  | L.Fl.W.12s                | C 4010 13012     | Runder Steinturm im alten Stil mit Laterne und Galerie. Der heutige Turm ist der älteste aktive Leuchtturm in Nordwestrussland. |                                                                               |
| Holzleuchtturm Kronstadt (Деревянный маяк)              | 🢁                                                       | | 59° 59′ 2,3″ N, 29° 45′ 43,6″ O  | 1722            | 95 ft (29 m)    | 102 ft (31,1 m) | Q.R.91°–92°               | C 4020.1 13024.1 | Oberfeuer komplett aus Holz, Laterne und Galerie.                                                                               |                                                                               |
| Holzleuchtturm Kronstadt (Деревянный маяк)              | 🢃                                                       | | 59° 59′ 3″ N, 29° 44′ 54″ O      |                 | 49 ft (14,9 m)  | 53 ft (16,2 m)  | Fl.R. 2,5s 0.5+(2)91°–92° | C 4020 13024     | Oberfeuer komplett aus Holz, Laterne und Galerie.                                                                               |                                                                               |
| Fort Nikolai                                            | Fort Nikolai                                            | alternative Beschreibung | 59° 58′ 42,4″ N, 29° 44′ 52,1″ O | 1891 bis 1920er | 82 ft (25 m)    | 82 ft (25 m)    |                           | C 4012           | Siehe auch : Leuchttürme Fort Kronschlot                                                                                        | [ 7 ]                                                                         |
| Fort Kronschlot                                         | Fort Kronschlot                                         | alternative Beschreibung | 59° 58′ 44,1″ N, 29° 44′ 40,9″ O | 1891 bis 2010   | 39 ft (11,9 m)  | 39 ft (11,9 m)  |                           | ERU-314          | Siehe auch : Leuchttürme Fort Kronschlot                                                                                        |                                                                               |
| Nordspitze Kronschlot                                   | Nordspitze Kronschlot                                   | Bild gesucht Die Wikipedia wünscht sich an dieser Stelle ein Bild vom hier behandelten Ort. Weitere Infos zum Motiv findest du vielleicht auf der Diskussionsseite . Falls du dabei helfen möchtest, erklärt die Anleitung , wie das geht. BW | 59° 58′ 50,3″ N, 29° 44′ 56,7″ O | ?               | 23 ft (7 m)     | 10 ft (3 m)     | Fl.W.4s (1+3)             | C 4014 13032     | Orientierungsfeuer an der Nordspitze der Festung, ggü. Kronstadt; roter Turm.                                                   | Orientierungsfeuer an der Nordspitze der Festung, ggü. Kronstadt; roter Turm. |
| Leuchtturm Kronstadt auch „Leuchtturm Lomonossow Kanal“ | Leuchtturm Kronstadt auch „Leuchtturm Lomonossow Kanal“ | | 59° 58′ 19,6″ N, 29° 47′ 21,3″ O | 1915            | 177 ft (53,9 m) | 171 ft (52,1 m) | F.G.003°-008°             | C 4012.1 13040   | Richtfeuer an der Südspitze der Insel Kotlin, Kronstadt; grauer Betonturm.                                                      | Richtfeuer an der Südspitze der Insel Kotlin, Kronstadt; grauer Betonturm.    |
| Leuchttürme Seekanal (West)                             | 🢃                                                       | | 59° 58′ 8″ N, 29° 45′ 57″ O      | 1914            | 62 ft (18,9 m)  | 66 ft (20,1 m)  | Fl.R.1.5s                 | C 4059 13048     | Siehe auch : Leuchttürme Seekanal (West)                                                                                        | Siehe auch : Leuchttürme Seekanal (West)                                      |
| Leuchttürme Seekanal (West)                             | 🢁                                                       | | 59° 58′ 33″ N, 29° 43′ 52″ O     | 1914            | 131 ft (39,9 m) | 139 ft (42,4 m) | L.Fl.R.6s292°             | C 4059.1 13048.1 | Siehe auch : Leuchttürme Seekanal (West)                                                                                        | Siehe auch : Leuchttürme Seekanal (West)                                      |
| Richtfeuer Kronstadt                                    | 🢃                                                       | Bild gesucht Die Wikipedia wünscht sich an dieser Stelle ein Bild vom hier behandelten Ort. Weitere Infos zum Motiv findest du vielleicht auf der Diskussionsseite . Falls du dabei helfen möchtest, erklärt die Anleitung , wie das geht. BW | 59° 58′ 38″ N, 29° 46′ 37″ O     | 2008            | 53 ft (16,2 m)  | 39 ft (11,9 m)  | Q.R.1s                    | C 4036 13020     | Siehe auch : Richtfeuer Kronstadt                                                                                               | Siehe auch : Richtfeuer Kronstadt                                             |
| Richtfeuer Kronstadt                                    | ⊙                                                       | Bild gesucht Die Wikipedia wünscht sich an dieser Stelle ein Bild vom hier behandelten Ort. Weitere Infos zum Motiv findest du vielleicht auf der Diskussionsseite . Falls du dabei helfen möchtest, erklärt die Anleitung , wie das geht. BW | 59° 58′ 31″ N, 29° 47′ 16″ O     | 2008            | 95 ft (29 m)    | 82 ft (25 m)    | Q.R.1s                    | C 4036.1 13020.1 | Siehe auch : Richtfeuer Kronstadt                                                                                               | Siehe auch : Richtfeuer Kronstadt                                             |
| Richtfeuer Kronstadt                                    | 🢁                                                       | Bild gesucht Die Wikipedia wünscht sich an dieser Stelle ein Bild vom hier behandelten Ort. Weitere Infos zum Motiv findest du vielleicht auf der Diskussionsseite . Falls du dabei helfen möchtest, erklärt die Anleitung , wie das geht. BW | 59° 57′ 49″ N, 29° 51′ 24″ O     | 2008            | 154 ft (46,9 m) | 131 ft (39,9 m) | Q.R.1s                    | C 4036.2 13020.2 | Siehe auch : Richtfeuer Kronstadt                                                                                               | Siehe auch : Richtfeuer Kronstadt                                             |
| Leuchtfeuer Fluttor Kotlin außen                        | ⮟                                                       | Bild gesucht Die Wikipedia wünscht sich an dieser Stelle ein Bild vom hier behandelten Ort. Weitere Infos zum Motiv findest du vielleicht auf der Diskussionsseite . Falls du dabei helfen möchtest, erklärt die Anleitung , wie das geht. BW | 59° 59′ N, 29° 41′ O             | 2008            | 56 ft (17,1 m)  | 33 ft (10,1 m)  | Fl.(2)G                   | C 4011 13021     | Siehe auch : Leuchtfeuer Petersburger Damm                                                                                      | [ 8 ]                                                                         |
| Leuchtfeuer Fluttor Kotlin außen                        | ⮝                                                       | Bild gesucht Die Wikipedia wünscht sich an dieser Stelle ein Bild vom hier behandelten Ort. Weitere Infos zum Motiv findest du vielleicht auf der Diskussionsseite . Falls du dabei helfen möchtest, erklärt die Anleitung , wie das geht. BW | 60° 0′ N, 29° 41′ O              | 2008            | 56 ft (17,1 m)  | 33 ft (10,1 m)  | Fl.(2)R                   | C 4011.2 13021.1 | Siehe auch : Leuchtfeuer Petersburger Damm                                                                                      | [ 9 ]                                                                         |
| Leuchtfeuer Fluttor Kotlin innen                        | ⮟                                                       | Bild gesucht Die Wikipedia wünscht sich an dieser Stelle ein Bild vom hier behandelten Ort. Weitere Infos zum Motiv findest du vielleicht auf der Diskussionsseite . Falls du dabei helfen möchtest, erklärt die Anleitung , wie das geht. BW | 59° 59′ N, 29° 42′ O             | 2008            | 46 ft (14 m)    | 33 ft (10,1 m)  | Fl.(2)G                   | C 4011.4 13022   | Siehe auch : Leuchtfeuer Petersburger Damm                                                                                      | [ 10 ]                                                                        |
| Leuchtfeuer Fluttor Kotlin innen                        | ⮝                                                       | Bild gesucht Die Wikipedia wünscht sich an dieser Stelle ein Bild vom hier behandelten Ort. Weitere Infos zum Motiv findest du vielleicht auf der Diskussionsseite . Falls du dabei helfen möchtest, erklärt die Anleitung , wie das geht. BW | 60° 0′ N, 29° 42′ O              | 2008            | 46 ft (14 m)    | 33 ft (10,1 m)  | Fl.(2)R                   | C 4011.6 13022.1 | Siehe auch : Leuchtfeuer Petersburger Damm                                                                                      | [ 11 ]                                                                        |
| Leuchtfeuer Schleuse 2 außen                            | ⮞                                                       | Bild gesucht Die Wikipedia wünscht sich an dieser Stelle ein Bild vom hier behandelten Ort. Weitere Infos zum Motiv findest du vielleicht auf der Diskussionsseite . Falls du dabei helfen möchtest, erklärt die Anleitung , wie das geht. BW | 60° 2′ N, 29° 50′ O              | 2008            | 46 ft (14 m)    | 26 ft (7,9 m)   | Fl.(2)R.5s                | C 4078 13045.3   | Siehe auch : Leuchtfeuer Petersburger Damm                                                                                      |                                                                               |
| Leuchtfeuer Schleuse 2 außen                            | ⮜                                                       | Bild gesucht Die Wikipedia wünscht sich an dieser Stelle ein Bild vom hier behandelten Ort. Weitere Infos zum Motiv findest du vielleicht auf der Diskussionsseite . Falls du dabei helfen möchtest, erklärt die Anleitung , wie das geht. BW | 60° 2′ N, 29° 50′ O              | 2008            | 46 ft (14 m)    | 26 ft (7,9 m)   | Fl.(2)G.5s                | C 4078.2 13045.2 | Siehe auch : Leuchtfeuer Petersburger Damm                                                                                      |                                                                               |
| Leuchtfeuer Schleuse 2 innen                            | ⮞                                                       | Bild gesucht Die Wikipedia wünscht sich an dieser Stelle ein Bild vom hier behandelten Ort. Weitere Infos zum Motiv findest du vielleicht auf der Diskussionsseite . Falls du dabei helfen möchtest, erklärt die Anleitung , wie das geht. BW | 60° 1′ N, 29° 50′ O              | 2008            | 39 ft (11,9 m)  | 26 ft (7,9 m)   | Fl.(2)R.5s                | C 4077.8 13045.1 | Siehe auch : Leuchtfeuer Petersburger Damm                                                                                      |                                                                               |
| Leuchtfeuer Schleuse 2 innen                            | ⮜                                                       | Bild gesucht Die Wikipedia wünscht sich an dieser Stelle ein Bild vom hier behandelten Ort. Weitere Infos zum Motiv findest du vielleicht auf der Diskussionsseite . Falls du dabei helfen möchtest, erklärt die Anleitung , wie das geht. BW | 60° 1′ N, 29° 50′ O              | 2008            | 39 ft (11,9 m)  | 26 ft (7,9 m)   | Fl.(2)G.5s                | C 4077.9 13045   | Siehe auch : Leuchtfeuer Petersburger Damm                                                                                      |                                                                               |

## Bezirk Selenogorsk
Selenogorsk (russisch Зеленогорск) ist ein Kurort am Finnischen Meerbusen, etwa 50 Kilometer nordwestlich des Stadtzentrums von Sankt Petersburg. Den kleinen Hafen hatte man aufgegeben, wurde aber in den letzten Jahren zu einem Jachthafen umgebaut. Beide Leuchtfeuer sind außer Betrieb, sollen aber ersetzt werden.
| Leuchtturm              | Leuchtturm | Leuchtturm | Koordinaten                 | Baujahr/e | Höhe in m      | Höhe in m      | Kennung∡°    | UKHO # NGA #           | |
| Leuchtturm              | Leuchtturm | Leuchtturm | Koordinaten                 | Baujahr/e | Bau            | Feuer          | Kennung∡°    | UKHO # NGA #           | |
| ----------------------- | ---------- | --- | --------------------------- | --------- | -------------- | -------------- | ------------ | ---------------------- | --- |
| Leuchttürme Selenogorsk | 🢃          | Bild gesucht Die Wikipedia wünscht sich an dieser Stelle ein Bild vom hier behandelten Ort. Weitere Infos zum Motiv findest du vielleicht auf der Diskussionsseite . Falls du dabei helfen möchtest, erklärt die Anleitung , wie das geht. BW | 60° 11′ 12″ N, 29° 42′ 5″ O |           | 30 ft (9,1 m)  | 17 ft (5,2 m)  | F.G.4s (2+2) | C 4081.5 RU 2201-1706  | War ein zylindrischer Turm mit Laterne, orange lackiert mit einem weißen vertikalen Streifen auf der Bereichslinie. Fundamentreste noch erkennbar. |
| Leuchttürme Selenogorsk | 🢁          | Bild gesucht Die Wikipedia wünscht sich an dieser Stelle ein Bild vom hier behandelten Ort. Weitere Infos zum Motiv findest du vielleicht auf der Diskussionsseite . Falls du dabei helfen möchtest, erklärt die Anleitung , wie das geht. BW | 60° 11′ 15″ N, 29° 42′ 7″ O |           | 52 ft (15,8 m) | 39 ft (11,9 m) | F.R.4s (2+2) | C 4081.51 RU 2201-1707 | Zylindrischer Turm mit Laterne, weiß gestrichen mit einem roten vertikalen Streifen auf der Bereichslinie. Ruinöser Zustand.                       |

## Bezirk Petrowski – Lomonossow Gebiet
Lomonossow (russisch Ломоно́сов), bis 1948 Oranienbaum (russisch Ораниенба́ум) genannt, ist ein Hafen an der Südseite der Newabucht westlich von Peterhof und gegenüber dem Marinestützpunkt Kronstadt.
| Leuchtturm                                          | Leuchtturm | Leuchtturm | Koordinaten                      | Baujahr/e | Höhe in m      | Höhe in m      | Kennung ∡°                 | UKHO # NGA #     | |
| Leuchtturm                                          | Leuchtturm | Leuchtturm | Koordinaten                      | Baujahr/e | Bau            | Feuer          | Kennung ∡°                 | UKHO # NGA #     | |
| --------------------------------------------------- | ---------- | --- | -------------------------------- | --------- | -------------- | -------------- | -------------------------- | ---------------- | --- |
| Leuchtturm Oranienbaum (Lomonossow)                 |            | Bild gesucht Die Wikipedia wünscht sich an dieser Stelle ein Bild vom hier behandelten Ort. Weitere Infos zum Motiv findest du vielleicht auf der Diskussionsseite . Falls du dabei helfen möchtest, erklärt die Anleitung , wie das geht. BW | 59° 55′ 44,6″ N, 29° 46′ 53,5″ O | 1875      | 10             | ≈8             | Inaktiv                    | Inaktiv          | Quadratischer Leuchtturm auf der östlichen Hafenmole mit Galerie, die an ein einstöckiges Hafenmeisterbüro angeschlossen ist. Die Laterne wurde durch ein Pyramidendach ersetzt. Das Gebäude liegt am Ende des östlichen Hafenmole von Lomonossow. Aktueller Status unbekannt. Dieses historische Gebäude wurde aufgegeben und ist vom Verfall bedroht. |
| Richtfeuer Lomonossow (Fahrrinne № 7)               | 🢃          | Bild gesucht Die Wikipedia wünscht sich an dieser Stelle ein Bild vom hier behandelten Ort. Weitere Infos zum Motiv findest du vielleicht auf der Diskussionsseite . Falls du dabei helfen möchtest, erklärt die Anleitung , wie das geht. BW | 59° 55′ 32,1″ N, 29° 46′ 46,9″ O | ?         | 62 ft (18,9 m) | 46 ft (14 m)   | F.R.184.9°–186.9°          | C 4047 13052     | Unterfeuer, zylindrischer Turm mit Galerie; Der weiße Turm hat seitliche, rote Ausleger als Tagesmarke. Dies ist der Hauptansatzbereich für Lomonossow. Die Bake steht in der Nähe der Basis des östlichen Wellenbrechermole des Hafens von Lomonossow. Zugänglich, Turm geschlossen.                                                                   |
| Richtfeuer Lomonossow (Fahrrinne № 7)               | 🢁          | Bild gesucht Die Wikipedia wünscht sich an dieser Stelle ein Bild vom hier behandelten Ort. Weitere Infos zum Motiv findest du vielleicht auf der Diskussionsseite . Falls du dabei helfen möchtest, erklärt die Anleitung , wie das geht. BW | 59° 55′ 15,5″ N, 29° 46′ 43,5″ O | ?         | 98 ft (29,9 m) | 92 ft (28 m)   | F.R.184.9°–186.9°          | C 4047.1 13052.1 | Weißer Stahlpfosten mit roten Seitenflügeln als Tagesmarkierung. Das Oberfeuer steht auf einem breiten Kai an der Ostseite des Hafens. Zugang möglich, Turm geschlossen. |
| Richtfeuer Sidorow-Kanal (Lomonossow Fahrrinne № 8) | 🢃          | Bild gesucht Die Wikipedia wünscht sich an dieser Stelle ein Bild vom hier behandelten Ort. Weitere Infos zum Motiv findest du vielleicht auf der Diskussionsseite . Falls du dabei helfen möchtest, erklärt die Anleitung , wie das geht. BW | 59° 55′ 11,8″ N, 29° 46′ 35,8″ O | ?         | 33 ft (10,1 m) | 26 ft (7,9 m)  | Oc.G.3s (2+1)204.5°–206.5° | C 4048 13054     | Viereckige Stahlkeletttürme. Die Vorderseiten der Türme sind von weiß gestrichenen Lattenrosten mit schwarzen vertikalen Streifen bedeckt. Das Oberfeuer ist 180 m in 205°30′ vom Unterfeuer entfernt. |
| Richtfeuer Sidorow-Kanal (Lomonossow Fahrrinne № 8) | 🢁          | Bild gesucht Die Wikipedia wünscht sich an dieser Stelle ein Bild vom hier behandelten Ort. Weitere Infos zum Motiv findest du vielleicht auf der Diskussionsseite . Falls du dabei helfen möchtest, erklärt die Anleitung , wie das geht. BW | 59° 55′ 10,4″ N, 29° 46′ 34,6″ O | ?         | 62 ft (18,9 m) | 56 ft (17,1 m) | Oc.G.3s (2+1)204.5°–206.5° | C 4048.1 13054.1 | Viereckige Stahlkeletttürme. Die Vorderseiten der Türme sind von weiß gestrichenen Lattenrosten mit schwarzen vertikalen Streifen bedeckt. Das Oberfeuer ist 180 m in 205°30′ vom Unterfeuer entfernt. |
| Richtfeuer Hafen Bronka                             | 🢃          | Bild gesucht Die Wikipedia wünscht sich an dieser Stelle ein Bild vom hier behandelten Ort. Weitere Infos zum Motiv findest du vielleicht auf der Diskussionsseite . Falls du dabei helfen möchtest, erklärt die Anleitung , wie das geht. BW | 59° 55′ 49″ N, 29° 40′ 23,9″ O   | ?         | 59 ft (18 m)   | 49 ft (14,9 m) | Oc.R.2,5s (2+0,5)          | C 4044           | Quadratische Stahlskeletttürme mit rechteckigen, weiß gestrichenen Tagesmarkierungen mit einem schwarzen vertikalen Streifen. Das Oberfeuer liegt etwa 300 m südlich des Unterfeuers in einer Zufahrtskurve zur Autobahn A121. Das Gelände und die Bauwerke sind nicht zugänglich.                                                                      |
| Richtfeuer Hafen Bronka                             | 🢁          | Bild gesucht Die Wikipedia wünscht sich an dieser Stelle ein Bild vom hier behandelten Ort. Weitere Infos zum Motiv findest du vielleicht auf der Diskussionsseite . Falls du dabei helfen möchtest, erklärt die Anleitung , wie das geht. BW | 59° 55′ 37,7″ N, 29° 40′ 19,1″ O | ?         | 75 ft (22,9 m) | 66 ft (20,1 m) | Oc.R.2,5s (2+0,5)          | C 4044.1         | Quadratische Stahlskeletttürme mit rechteckigen, weiß gestrichenen Tagesmarkierungen mit einem schwarzen vertikalen Streifen. Das Oberfeuer liegt etwa 300 m südlich des Unterfeuers in einer Zufahrtskurve zur Autobahn A121. Das Gelände und die Bauwerke sind nicht zugänglich.                                                                      |

## Rajon Petrodworez – Strelna und Peterhof
Strelna und Peterhof sind kleinere Gemeinden südwestlich von Sankt Petersburg am Südufer der Newabucht. Beide sind die Standorte großer zaristischer Paläste, heute Museen, die eine große Anzahl von Touristen anziehen.
| Leuchtturm        | Leuchtturm | Koordinaten                 | Baujahr/e | Höhe in m     | |
| ----------------- | ---------- | --------------------------- | --------- | ------------- | --- |
| Leuchtturm Raskat |            | 59° 53′ 56″ N, 29° 52′ 1″ O | 2001      | 246 ft (75 m) | Der im allgemeinen Sachgebrauch als Leuchtturm bezeichnete Kontrollturm hat keine auffälligen Lichtsignale, sondern kontrolliert und leitet den Schiffsverkehr in der Newabucht mit Funk und Radar (VTS). |

## Östliche Kronstädter Bucht
Der Bezeichnung „Kronstädter Bucht“ ist veraltet, bezeichnet aber den gesamten Bereich bis zur Newamündung in der Stadt Sankt Petersburg. Die nachfolgenden Leuchttürme liegen bereits im Oblast Leningrad, gehören aber verkehrstechnisch und organisatorisch zum Föderationssubjekt Sankt Petersburg.
| Leuchtturm                                  | Leuchtturm | Leuchtturm                                     | Koordinaten                 | Baujahr/e | Höhe in m       | Höhe in m       | Reichweite      | Kennung ∡°                                         | UKHO # NGA # |                                                   |
| Leuchtturm                                  | Leuchtturm | Leuchtturm                                     | Koordinaten                 | Baujahr/e | Bau             | Feuer           | Reichweite      | Kennung ∡°                                         | UKHO # NGA # |                                                   |
| ------------------------------------------- | --- | ---------------------------------------------- | --------------------------- | --------- | --------------- | --------------- | --------------- | -------------------------------------------------- | ------------ | ------------------------------------------------- |
| Leuchtturm „Roter Hügel“ Красная Горка маяк | Bild gesucht Die Wikipedia wünscht sich an dieser Stelle ein Bild vom hier behandelten Ort. Weitere Infos zum Motiv findest du vielleicht auf der Diskussionsseite . Falls du dabei helfen möchtest, erklärt die Anleitung , wie das geht. BW | Lebjaschje, Rajon Lomonossow                   | 59° 58′ 6″ N, 29° 22′ 43″ O | 1958      | 125 ft (38,1 m) | 197 ft (60 m)   | 15 sm (27,8 km) | Iso.W.3s                                           | C 4006 13008 | Dazu gehören Richtfeuer 212° und Richtfeuer 220°. |
| Leuchtturm Schepelewski Шепелевский маяк    | | Schepeljowo, Rajon Lomonossow                  | 59° 59′ 9″ N, 29° 7′ 38″ O  | 1910      | 118 ft (36 m)   | 122 ft (37,2 m) | 14 sm (25,9 km) | L.Fl.(2)W.R.16sR.053°-100° W.101°-265 °R.266°–280° | C 4004 13004 |                                                   |
| Leuchtturm Flottenkap Мыс Флотский          | Bild gesucht Die Wikipedia wünscht sich an dieser Stelle ein Bild vom hier behandelten Ort. Weitere Infos zum Motiv findest du vielleicht auf der Diskussionsseite . Falls du dabei helfen möchtest, erklärt die Anleitung , wie das geht. BW | Borowoje, Selenaja Roschtscha, Rajon Wyborgski | 60° 9′ 43″ N, 29° 22′ 43″ O | ≈1950     | 66 ft (20,1 m)  | 79 ft (24,1 m)  | 4 sm (7,4 km)   | Fl.W.3s                                            | C 5586 13081 | stillgelegt um 1990                               |
| Leuchtturm Stirsudden Маяк Стирсудден       | | Oserki, Rajon Wyborgski                        | 60° 11′ 9″ N, 29° 1′ 48″ O  | 1873 1955 | 154 ft (46,9 m) | 92 ft (28 m)    | 21 sm (38,9 km) | Fl.(2)W.15s                                        | C 5584 13080 |                                                   |

```
 
🢁
 
Oberfeuer (hinten)
 
⊙
 
Mittelfeuer
 
🢃
 
Unterfeuer (vorne)
 
⮞
 
Ost
 
⮟
 
Süd
 
⮜
 
West
 
⮝
 
Nord
```